# Nososticta
Nososticta is een geslacht van libellen (Odonata) uit de familie van de Protoneuridae.

## Soorten
Nososticta omvat 57 soorten:
- Nososticta acudens Theischinger & Richards, 2006
- Nososticta africana (Schmidt, 1944)
- Nososticta astrolabica (Förster, 1898)
- Nososticta atrocyana (Lieftinck, 1960)
- Nososticta aurantiaca (Lieftinck, 1938)
- Nososticta baroalba Watson & Theischinger, 1983
- Nososticta beatrix (Lieftinck, 1949)
- Nososticta callisphaena (Lieftinck, 1937)
- Nososticta chalybeostoma (Lieftinck, 1932)
- Nososticta circumscripta (Selys, 1886)
- Nososticta coelestina (Tillyard, 1906)
- Nososticta commutata (Lieftinck, 1938)
- Nososticta conifera Theischinger & Richards, 2006
- Nososticta cyanura (Lieftinck, 1932)
- Nososticta diadesma (Lieftinck, 1936)
- Nososticta dorsonigra (Martin, 1903)
- Nososticta eburnea (Förster, 1897)
- Nososticta egregia (Lieftinck, 1937)
- Nososticta emphyla (Lieftinck, 1936)
- Nososticta erythroprocta (Selys, 1886)
- Nososticta erythrura (Lieftinck, 1932)
- Nososticta evelynae (Lieftinck, 1960)
- Nososticta exul (Selys, 1886)
- Nososticta finisterrae (Förster, 1897)
- Nososticta flavipennis (Selys, 1886)
- Nososticta fonticola (Lieftinck, 1932)
- Nososticta fraterna (Lieftinck, 1933)
- Nososticta insignis (Selys, 1886)
- Nososticta irene (Lieftinck, 1949)
- Nososticta kalumburu Watson & Theischinger, 1984
- Nososticta koolpinyah Watson & Theischinger, 1984
- Nososticta koongarra Watson & Theischinger, 1984
- Nososticta liveringa Watson & Theischinger, 1984
- Nososticta lorentzi (Lieftinck, 1938)
- Nososticta marina (Ris, 1913)
- Nososticta melanoxantha (Lieftinck, 1949)
- Nososticta moluccensis (Selys, 1886)
- Nososticta nigrifrons (Ris, 1913)
- Nososticta nigrofasciata (Lieftinck, 1932)
- Nososticta phoenissa (Ris, 1929)
- Nososticta pilbara Watson, 1969
- Nososticta plagiata (Selys, 1886)
- Nososticta plagioxantha (Lieftinck, 1932)
- Nososticta pseudexul (Ris, 1913)
- Nososticta pyroprocta (Lieftinck, 1960)
- Nososticta rangifera (Lieftinck, 1949)
- Nososticta rosea (Ris, 1913)
- Nososticta salomonis (Selys, 1886)
- Nososticta selysi (Förster, 1896)
- Nososticta silvicola (Lieftinck, 1949)
- Nososticta smilodon Theischinger & Richards, 2006
- Nososticta solida Hagen in Selys, 1860
- Nososticta solitaria (Tillyard, 1906)
- Nososticta taracumbi Watson & Theischinger, 1984
- Nososticta thalassina (Lieftinck, 1949)
- Nososticta wallacii (Selys, 1886)
- Nososticta xanthe (Lieftinck, 1938)